# 星海社
株式会社星海社（せいかいしゃ、英: STAR SEAS COMPANY）は、日本の出版社。講談社の完全子会社で、同社を中心とした音羽グループに属する。

## 沿革
出版社としては企画・編集のみを担っており、販売面は講談社へ業務委託されている。WEBサイトを中心とした出版の確立をめざし、2010年9月15日に「最前線」を開設。
2011年9月21日には新レーベルの「星海社新書」が創刊された。
初代代表取締役社長は杉原幹之助。初代副社長は太田克史。2020年2月25日の株主総会で代表取締役社長の藤崎隆が退任し、太田が代表取締役社長へ昇格した。

## レーベル
- 星海社FICTIONS
- 星海社文庫
- 星海社新書
- 星海社COMICS